# Castle of the Winds
Castle of the Winds (kortweg CotW) is een 2D computer role-playing game geschreven door SaadaSoft (een eenmansbedrijfje opgericht door Rick Saada), en uitgegeven in 1989 door Epic MegaGames.
Het eerste deel: A Question of Vengeance was verkrijgbaar als shareware, deel twee Lifthransir's Bane kostte een kleine som geld.
Tot nu toe werden al zo'n 13500 registraties uitgevoerd. Sinds 1998 zijn zowel deel 1 als 2 gratis verkrijgbaar op de homepage van Rick Saada, de broncode werd echter niet vrijgegeven.

## Algemene opbouw
De wereld van Castle of the Winds bestaat uit 3 steden, met nabijgelegen netwerken van kerkers bestaande uit heel wat niveaus. In deel 1, waar zich 2 steden bevinden, zijn deze respectievelijk 4 en 11 verdiepingen diep. In deel 2, waar maar één stad is, telt die 25 verdiepingen.
Elke stad bevat enkele winkels, waar uiteenlopende voorwerpen verkocht en aangekocht worden. Verder is er nog een bank waar je geld kan afhalen of opbergen, en een tempel waar je kunt genezen.
Naarmate je ruimtes onderzoekt in de kerkers, wordt de map verder zichtbaar. Er zijn verschillende vallen en monsters die je het moeilijk zullen maken. Hoe dieper je gaat in de kerkers, hoe sterker je tegenstanders.
Bij het verslaan van monsters of het onschadelijk maken van vallen krijg je experience points bij, en kun je hogere levels bereiken.

## Verhaal en doel
De verhaallijn van het spel is gebaseerd op de Noorse mythologie.
In deel 1, A Question of Vengeance start je in een klein gehucht, waar je boerderij vernietigd blijkt, en je ouders vermoord. Je gaat op zoek naar de schuldige, en die vind je uiteindelijk in de persoon van Hrungnir, koning van de heuvelreuzen.
In deel 2, Lifthransir's Bane zoek je verder, en hier vind je diep in een grot de hoofdschuldige voor hun dood; Surtur, heer van de demonen. Door hem te doden, speel je het spel uit.

## Magie
Magie is een belangrijk aspect van Castle of the Winds. Er zijn 30 verschillende spreuken, die in 6 categorieën thuishoren. Deze categorieën zijn: aanval, verdediging, genezing, beweging, wichelarij, en een speciale randcategorie. Er zijn ook 2 paar tegengestelde elementen aanwezig; water tegenover vuur en bliksem tegenover vergif.
Nieuwe spreuken krijgt men bij elk level of door het gebruik van boeken die je vindt of koopt.
Magie is het enige wapen dat bruikbaar is op afstand, bogen bestaan niet in Castle of the Winds.

## Monsters
90 verschillende soorten monsters bevolken de wereld van Castle of the Winds, waaronder draken, tovenaars, dieven en goblins. Door hen te doden krijg je experience points en geld of nieuwe voorwerpen.
Sommige monsters kunnen ook magie gebruiken of je geld stelen.
Hoe verder je raakt in het spel, hoe sterker de monsters worden die je zult tegenkomen.

## Voorwerpen
Castle of the Winds bevat heel wat verschillende voorwerpen, zowel wapenuitrustingen, als drankjes, boeken, rugzakken, ... Elk met een verschillend nut.
Wapens en wapenuitrustingen kunnen zowel normaal, betoverd, als vervloekt zijn.
Voorwerpen kunnen naar believen hernoemd worden.
Elk voorwerp heeft een bepaalde waarde. De munteenheid in 'Castle of the Winds', bestaat uit koper, zilver, goud, en platina muntstukken.
Je geld kun je bewaren in een beurs of op de Bank. Sommige wezens kunnen geld van je beurs stelen, zoals de dief.